# Pošta Rusije
Pošta Rusije (rus. Почта России) ruska je državna tvrtka čija je djelatnost primanje, slanje i dostava pošte u Rusiji. 
Ima oko 390.000 zaposlenih i preko 40.000 poštanskih podružnica diljem zemlje. Pošta Rusije u suradnji sa "Sviaz bankom" pruža bankarske usluge diljem Rusije. Sadašnji pravni oblik ima od 2002. godine nakon izdvajanja iz Ministarstva komunikacija.

## Povijest
Pošta Rusije bila je suosnivačica Svjetskog poštanskog saveza 1874. godine, zajedno s još 21. državom. Godine 1902., Glavna poštanska uprava postala je dio Ministarstva unutarnjih poslova, a 1917. Ministarstva za poštu i telegraf. Tijekom Drugog svjetskog rata, Sovjetska pošta dio je Narodnog komesarijata za komunikacije. Godine 1993., Pošta Rusije postaje dio Ministarstva za komunikaciju, a od 2002. funkcionira kao federalno unitarno poduzeće. Glavna boja je plava.

## Galerija
- Podružnica u Моskvi.
- Poštanski sandučić Pošte Rusije.
- Podružnica u Sočiju.
- Podružnica na selu.
- Robot za dostavu pošte.